# NGC 3237
NGC 3237 is een lensvormig sterrenstelsel in het sterrenbeeld Grote Beer. Het hemelobject werd op 18 maart 1787 ontdekt door de Duits-Britse astronoom William Herschel.

## Synoniemen
- UGC 5640
- MCG 7-22-3
- ZWG 212,7
- PGC 30610